# Праліси Свічівського лісництва
Праліси Свічівського лісництва — пралісова пам'ятка природи місцевого значення. Об'єкт розташований на території Долинського району Івано-Франківської області, ДП Вигодське лісове господарство, Свічівське лісництво, квартал 4, виділ 5; квартал 11, виділи 1, 6, 8, 10, 11, 26; квартал 21, виділи 24, 25, 28; квартал 23, виділи 3, 5, 6; квартал 25, виділи 1, 3, 14, 18, 21, 25, 30; квартал 27, виділи 1, 4, 7, 9; квартал 30, виділ 8; квартал 31, виділи 3, 5, 8, 13, 20, 21; квартал 36, виділи 2, 5, 6, 8, 9, 10, 11, 13, 15, 17, 18, 21, 23, 24, 26.
Площа — 514,7 га, статус отриманий у 2020 році.